# Bougival
Bougival ist eine französische Gemeinde mit 9083 Einwohnern (Stand 1. Januar 2022) im Département Yvelines in der Region Île-de-France.
Sie liegt im Kanton Le Chesnay-Rocquencourt und gehört zum Arrondissement Versailles. Das Gemeindegebiet befindet sich etwa 15 Kilometer westlich des Pariser Stadtzentrums an der Seine. Die Route nationale 13 und die Route départementale 312 verlaufen durch den Ort.
Der Bahnhof Bougival wird von Transilien-Vorortzügen der Linie Paris St. Lazare – Bécon-les-Bruyères – Saint-Cloud – Saint-Nom-la-Bretèche bedient.
In Bougival starben 1875 der Komponist Georges Bizet, 1883 der russische Schriftsteller Iwan Sergejewitsch Turgenew und 1956 die Sängerin Mistinguett. Der belgische Maler Pierre Alechinsky lebt und arbeitet seit 1963 in der Stadt. Seit einigen Jahren wohnt der Elektronikmusiker Jean-Michel Jarre in der Gemeinde auf einer Insel der Seine.

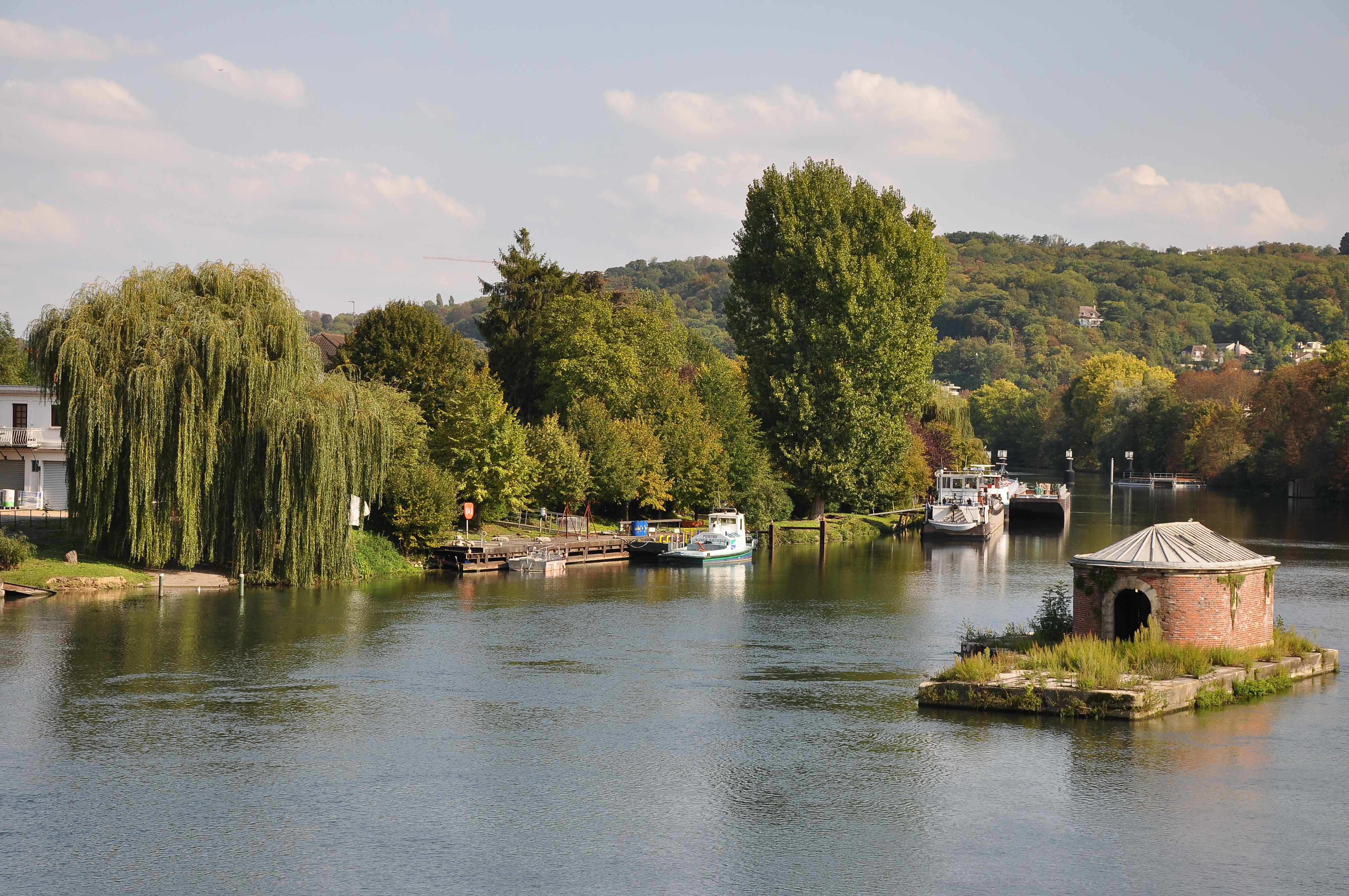
Ufer der Seine
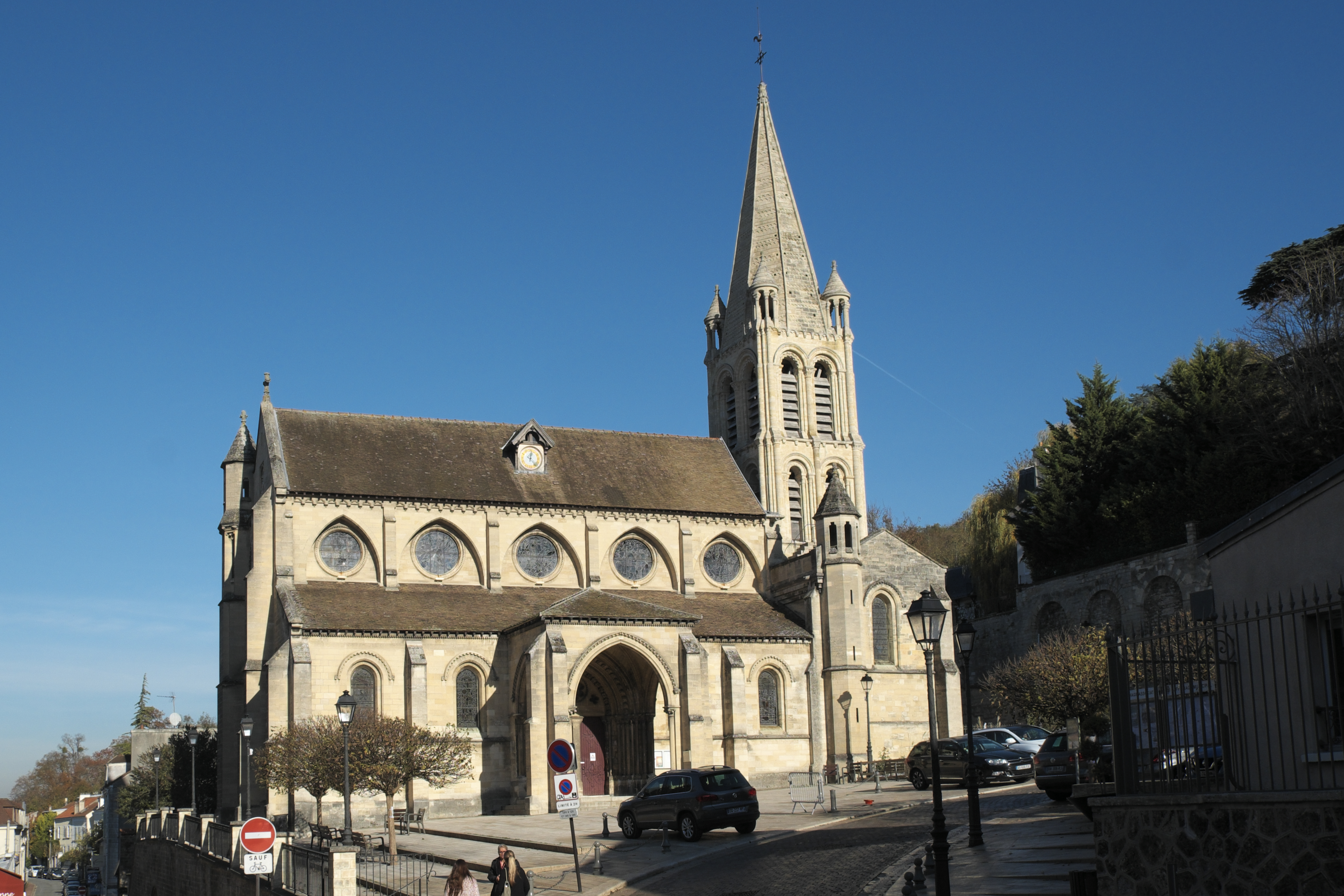
Pfarrkirche Notre-Dame
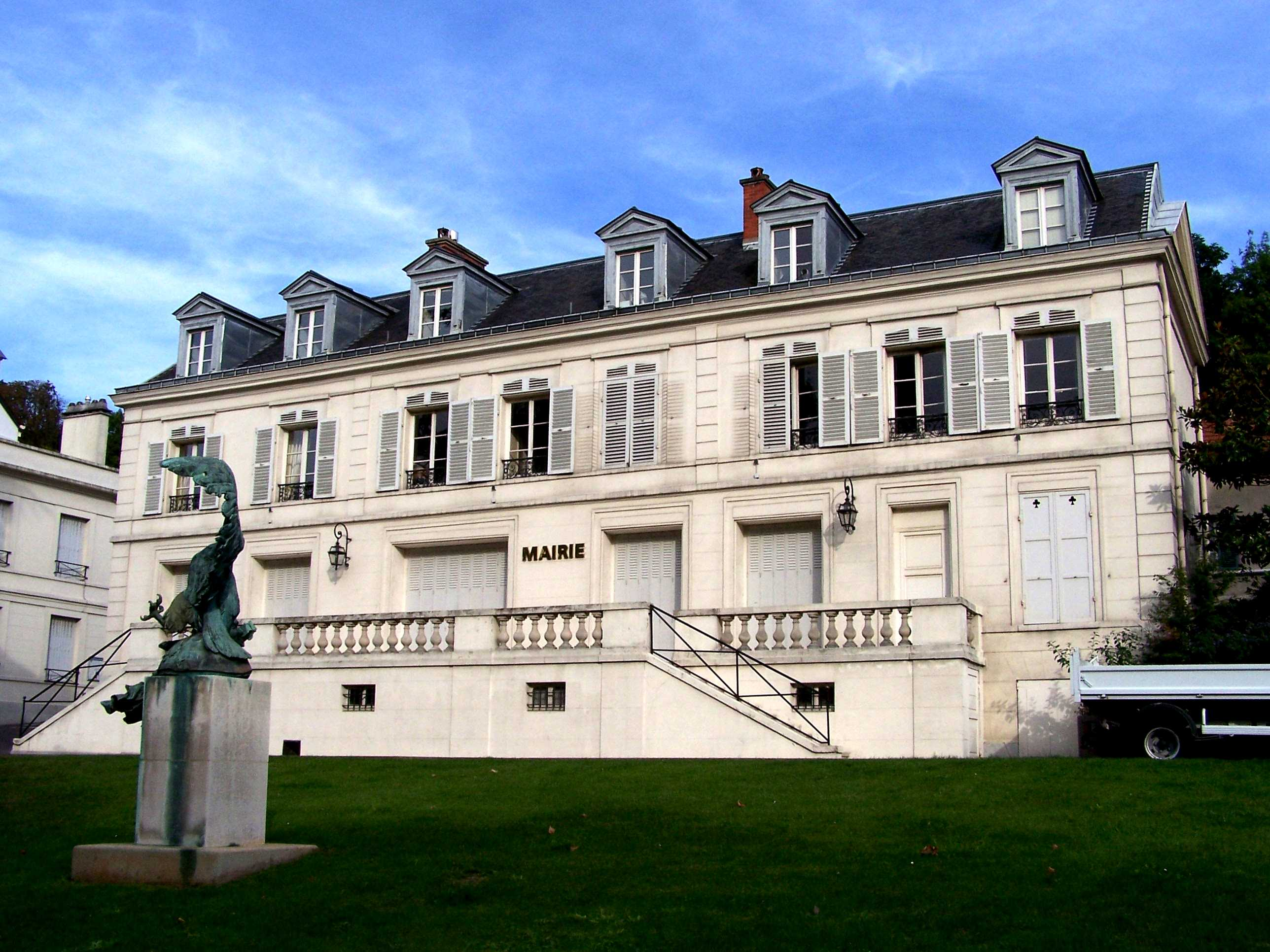
Bürgermeisteramt (Mairie)
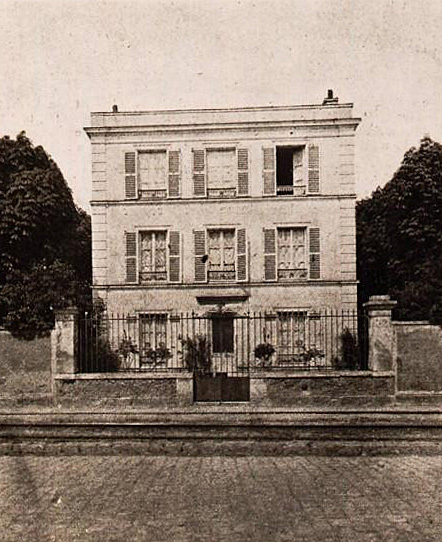
Wohnhaus von G. Bizet

## Bevölkerungsentwicklung
| Jahr      | 1968  | 1975  | 1982  | 1990  | 1999  | 2006  | 2014  | 2020  |
| Einwohner | 8.444 | 8.599 | 8.473 | 8.552 | 8.432 | 8.419 | 8.848 | 8.983 |
| INSEE     |       |       |       |       |       |       |       |       |

## Baudenkmäler
Siehe: Liste der Monuments historiques in Bougival